# Estancia del Arenal
Estancia del Arenal är en ort i Mexiko.   Den ligger i kommunen Ahualulco och delstaten San Luis Potosí, i den centrala delen av landet, 400 km nordväst om huvudstaden Mexico City. Estancia del Arenal ligger 1 928 meter över havet och antalet invånare är 104.
Terrängen runt Estancia del Arenal är kuperad österut, men västerut är den platt. Runt Estancia del Arenal är det ganska tätbefolkat, med 54 invånare per kvadratkilometer. Närmaste större samhälle är Ahualulco, 6,9 km öster om Estancia del Arenal. Omgivningarna runt Estancia del Arenal är i huvudsak ett öppet busklandskap.